# Арман Массонет
Арман Массонет народився у Сен-Жіль, 22 лютого 1892. Помер у Жеті, 11 березня 1979. Був бельгійським живописцем.
Навчався в Королівській Академії витончених мистецтв у Брюсселі та Екольському національному мистецтві краси в Парижі (в майстерні Фернана Кормона), де дотримувався кроків Ван Гога та Тулузи-Лотрека. Під час Першої світової війни Массонет служив носильником для бельгійської армії, працюючи в художній частині армії, захоплюючи сцени війни та спустошення по всій Бельгії. Він опублікував художній та літературний документ під назвою Le Claque à Fond, перебуваючи на передовій. Після війни він викладав малювання в різних школах та академіях Брюсселя, видаючи книги та статті про мистецтво та ескізні техніки. Він працював з різними художниками та письменниками того часу, такими як Віктор Хорта, Рене Лір та Віктор Бойн. Після Другої світової війни переїхав до Парижа, де регулярно малював і продовжував видавати книги про мистецтво та живопис. Там він познайомився з такими живописцем, як Вламінк.
Робота Массоне демонструє особливу майстерність ескізів та фіксації руху та світла. Як художник він створив численні портрети та погляди на міста (Брюссель, Париж, Венеція), а також внутрішні сцени. Його картини також розвивали тему музики і танцю, зображаючи джазові колективи та фортепіано. Він створив численні плакати та рекламні малюнки для компаній, таких як «Philips» та «Agfa-Gevaert».
Його роботи можна знайти в музеях Брюсселя, Бельгія; Реймс, Франція; та Рига, Латвія.